# Tessa Khan
Tessa Khan   () és una advocada de drets humans internacionals que treballa en litigis relacionats amb el canvi climàtic. Va ser cofundadora i codirectora de Climate Litigation Network, una organització que dona suport casos legals relacionats amb la lluita contra el canvi climàtic i la justícia climàtica.
Khan ha denunciat que els governs nacionals s'han beneficiat sabent l'augment dels nivells de diòxid de carboni i han causat danys a l'entorn, fins i tot com a part del precedent mundial del Cas climàtic d'Irlanda.

## Biografia
Ha participat en campanyes de promoció i defensa dels drets humans. A Tailàndia, va treballar per a una organització sense ànim de lucre de drets humans de les dones. Mentre hi era, el 2015, es va assabentar d'una sentència judicial al Tribunal de La Haia que ordenava als Països Baixos reduir les seves emissions de gasos d'efecte hivernacle. Inspirada pel cas, Khan es va mudar a Londres (Regne Unit) per unir-se a l'equip legal de la Urgenda Foundation el 2016.
Khan va cofundar l'organització Climate Litigation Network, de la qual és codirectora, amb la Urgenda Foundation per donar suport als casos relacionats amb el clima a tot el món. A través de l'organització, ha ajudat amb èxit a grups d'activistes a demandar als seus propis governs. Gestiona casos a tot el món, incloent Canadà, Països Baixos, Nova Zelanda, Noruega, Pakistan i Corea del Sud.
Va recolzar casos en Països Baixos i Irlanda que van desafiar amb èxit la idoneïtat dels plans de govern per reduir emissions. Al desembre 2019, en el cas de l'Estat dels Països Baixos contra la Urgenda Foundation, el Tribunal Suprem dels Països Baixos va ordenar a el govern reduir la capacitat de les centrals elèctriques de carbó i supervisar al voltant de 3.000 milions d'euros en inversions per reduir les emissions de carboni. La victòria d'aquest cas va ser descrit per The Guardian com «la demanda climàtica més reeixida fins avui».
A l'agost de 2020, en el que es coneix com a Cas Climàtic d'Irlanda, el Tribunal Suprem d'Irlanda va dictaminar que el seu govern havia d'elaborar un pla nou i més ambiciós per reduir les emissions de carboni. Irlanda ocupa el tercer lloc en emissions de gasos d'efecte hivernacle per capita entre els països de la Unió Europea.

## Reconeixements
En 2018, Khan va rebre el premi Climate Breakthrough. A l'any següent, el 2019, la revista Time la va incloure en la seva llista de les 15 dones que lideren la lluita contra el canvi climàtic.